# Гуцул Іван Андрійович
Гуцул Іван Андрійович (нар. 25 січня 1959, с. Недобоївці, Хотинського району, Чернівецької області)  — живописець, художник-педагог.

## Біографічні дані
Народився 25 січня 1959 р. у с. Недобоївці, Хотинського району, Чернівецької області. З 1966 по 1974 р. вчився у Недобоївській ЗОШ; 1973—1974 рр. в Хотинській художній школі; 1974—1978 рр. в Одеському художньому училищі ім. М. Б. Грекова; 2008—2012 рр. — Кам'янець-Подільський національний університет імені Івана Огієнка. Серед викладачів — члени НСХ України В. В. Кушнірюк (заслужений художник України), А. І. Лоза (народний художник України); Т. І. Єгорова, Б. М. Негода (заслужений художник України), Н. О. Урсу (доктор мистецтвознавства, професор). Працював у колі художників А. П. Крилова (заслужений художник Росії, академік), В. Я. Акімова (народний художник республіки Татарстан).
Працював як художник-живописець та оформлювач в різних державних установах (1980—1995); художник-живописець у фахових структурах НСХ України (1995 по 2001); викладач у власній приватній художній школі «Ренесанс» в Німеччині, м. Брамше з філіями в м. Льоне, Кльоппенбург, Оснабрюк (2001—2011). З 2012 р. викладач кафедри образотворчого і декоративно-прикладного мистецтва та реставрації творів мистецтва Кам'янець-Подільський національного університету імені Івана Огієнка. Член НСХ України (1999), член громадської організації професійних художників Кам'янець-Подільського «АРТ-Простір» (2012). 23.02.2014 р. захистив кандидатську дисертацію «Мистецька діяльність Володимира Гаґенмейстера у контексті розвитку культури Кам'янеччини у першій половині ХХ ст.» за спеціальністю 26.00.01 — теорія та історія культури", отримав ступінь кандидата мистецтвознавства.

## Творча та наукова діяльність
Роботи знаходяться: в художній галереї К-ПІМЗ («Вид на старе місто», полотно, олія, 80х60), в Львівському художньому музеї («Домініканський собор» п.о. 81х59), в Українському національному музеї («На Спаса», п.о.70х70, «Вітряк», п.о., 50х60), музеї генерал-губернатора Канади м. Оттава («Могила мого діда», п.о., 50х60), колекції президента Німеччини Крістіана Вульфа («Портрет президента К. Вульфа», п.о., 60х50), приватних збірках і галереях України та за кордоном. Відбулось понад 15 персональних виставок в Україні й і за кордоном (Німеччина, Нідерланди).
Опубліковано у фахових збірниках України та за кордоном близько 25 статей мистецтвознавчого і науково-методичного характеру у співавторстві з професором Н. Урсу видана монографія «Володимир Гаґенмейстер: життя і творчість».
У статті «Особливості сакральної архітектури протестантів України…» розглядається проблема використання християнської символіки в сакральній архітектурі протестантів України. Тезисно подається ретроспектива стильового становлення і розвитку християнської храмової архітектури з часу періоду катакомб до виникнення протестантської архітектури. Розглядається символіка християнства в контексті використання її протестанскими конфесії .. Проводиться короткий стильової аналіз протестанской архітектури періоду трьох хвиль протестантизму в Україні. Піднімаються питання шляхів розвитку організації художнього простору будинків молитви сучасних протестантів України, християнської і національної самоідентифікації віруючих протестантів.

## Визнання
Іван Гуцул — переможець конкурсу «Скандинавська хвиля» 2012 р. (диплом Гран-прі), переможець відкритого конкурсу Німеччини з мистецькою акцією: «Unsere Region macht Schule» — диплом 2015 р.
.В 21.03. 2020 році перемагає та займає друге місце у всесвітньому конкурсі «Кращий художник/The best artist 2020».